# 1956-os Tour de Hongrie
Az 1956-os Tour de Hongrie a sorozat történetének 17. versenye volt. Első alkalommal rendezték meg a viadalt 7 szakaszon, melyre július 29. és augusztus 5. között került sor. A versenyt – amire 58 kerékpáros nevezett - egyéni és csapat teljesítmény alapján értékelték. A győzelmet a Honvéd versenyzője, Török Győző szerezte meg, aki minden szakaszon az első hat között végzett és megnyerte a  96 kilométeres egyéni időfutamot.

## Szakaszok
| Szakasz | Végpontok   | Végpontok   | Hossz  |                 | Jelleg            | Időpont               | Szakaszgyőztes |
| Szakasz | Rajt        | Cél         | Hossz  |                 | Jelleg            | Időpont               | Szakaszgyőztes |
| ------- | ----------- | ----------- | ------ | --------------- | ----------------- | --------------------- | -------------- |
| 1.      | Budapest    | Szombathely | 222 km | sík szakasz     | sík szakasz       | július 29., vasárnap  | Aranyi Lajos   |
| 2.      | Szombathely | Nagykanizsa | 132 km | sík szakasz     | sík szakasz       | július 30., hétfő     | Bencze János   |
| 3.      | Nagykanizsa | Pécs        | 199 km | közepes szakasz | sík/hegyi szakasz | július 31., kedd      | Bartusek Béla  |
| 4.      | Pécs        | Szeged      | 196 km | sík szakasz     | sík szakasz       | augusztus 1., szerda  | Bende János    |
| 5.      | Szeged      | Debrecen    | 226 km | sík szakasz     | sík szakasz       | augusztus 3., péntek  | Bende János    |
| 6.      | Debrecen    | Miskolc     | 96 km  | egyéni időfutam | egyéni időfutam   | augusztus 4., szombat | Török Győző    |
| 7.      | Miskolc     | Budapest    | 188 km | sík szakasz     | sík szakasz       | augusztus 5., szerda  | Bende János    |

### Útvonal
1. szakasz: Budapest,  Sztálin tér – Osztapenko-emlékmű (rajt) – Székesfehérvár – Jánosháza – Sárvár – Szombathely
2. szakasz: Szombathely  – Sárvár – Egervár – Nagykanizsa
3. szakasz: Nagykanizsa  – Szigetvár –  Kaposvár – Pécs
4. szakasz: Pécs  – Szekszárd – Szeged
5. szakasz: Szeged – Békéscsaba – Debrecen
6. szakasz: Debrecen – Miskolc
7. szakasz: Miskolc – Budapest, Millenáris Sportpálya

## Az összetett verseny végeredménye
|    | Versenyző       | Csapat        | Idő         |
| -- | --------------- | ------------- | ----------- |
| 1. | Török Győző     | Bp. Honvéd    | 39h 08' 03" |
| 2. | Károlyi         | Bp. Építők    | + 5' 54"    |
| 3. | Bende János     | Szabad Nép    | + 19' 13"   |
| 4. | Csomor Elek     | Bp. Honvéd    | + 28' 19"   |
| 5. | Bartusek Béla   | Bp. Honvéd    | + 33' 11"   |
| 6. | Kis-Dala József | Újpesti Dózsa | + 42' 35"   |

## Csapatverseny
|    | Csapat       | Idő           |
| -- | ------------ | ------------- |
| 1. | Bp. Honvéd   | 115 h 14' 10" |
| 2. | Bp. Vasas I. | + 4h 42' 25"  |
| 3. | Bp. Kinizsi  | + 5h 46' 18"  |
| 4. | Bp. Építők   | + 6h 25' 58"  |